# Нор-Ачинский мост
Нор-Ачинский мост — совмещённый автомобильно-железнодорожный мост через ущелье реки Раздан. В нижнем ярусе проходит железнодорожный путь линии Масис — Нурнус. В верхнем ярусе — двухполосная автомобильная дорога.
Первый мост подобной конструкции в СССР. Открыт для движения в 1981 году. В 1990 году строительство моста было отмечено премией Совета Министров СССР.

## История
Строительство мостового перехода выполнял Мостотрест по проекту, разработанному проектными институтами Гипротрансмост и ОАО «Институт Гипростроймост». В строительстве моста участвовали инженеры Клусов Л. П., Куиджанов И. Х., Аствацатурянц В. О. и др.. Металлическое пролётное строение было изготовлено на Воронежском мостовом заводе.
Рамное пролётное строение монтировали навесным способом одновременно с обоих берегов с использованием временных опор и анкерных пролётов. Наклонные стойки монтировали теми же кранами, что и ригель — навесным способом в порядке сверху вниз. Смонтированные половины рам замыкали в середине пролёта.
Для объединения ортотропной плиты с горизонтальным листом верхнего пояса ферм была впервые отработана технология монтажной автоматической сварки «встык», которая затем начала широко применяться при строительстве других мостов.

## Конструкция
Мостовой переход состоит из правобережной (158 м) и левобережной (206 м) железобетонных автодорожных эстакад и перекрывающего каньон металлического пролётного строения длиной 272,5 м, которое представляет собой решетчатую металлическую раму с наклонными стойками.
Конструкция металлического сквозного пролётного строения рамной системы была выбрана из-за сложных условий строительства и девятибалльной сейсмичности района.
Для уменьшения собственной массы моста железнодорожный путь пропущен по безбалластной железобетонной плите, а движение автомобилей осуществляется по металлической ортотропной плите. Плиты работают совместно с главными фермами. Устойчивость моста против опрокидывания сейсмической нагрузкой, действующей поперек оси пути, обеспечивается уширением наклонных стоек в нижней части до 24 м. На опорах установлены антисейсмические устройства. Масса антисейсмических устройств на устоях составляет примерно 0,1 % всей массы металла пролётного строения моста
Расстояние между наклонными опорными ногами металлического пролёта — 160 м. Расстояние между осями перил автопроезда 15,3 м, что почти втрое превышает расстояние между осями главных ферм. Ширина проезжей части 11,5 м. На верхнем ярусе устроены два тротуара шириной 1,5 м. Высота пролётного строения над уровнем реки — 121 м.
Железобетонные опоры эстакад имеют вид П-образных рам со стойками прямоугольного сечения на массивных железобетонных фундаментах, ригели опор сборно-монолитной конструкции. Пролётные строения эстакад выполнены из типовых железобетонных пустотных плит пролётом 12 м и объединены в температурно-неразрезную конструкцию. Левобережная эстакада имеет 16 пролётов, правобережная — 13.